# Ičidžó
Ičidžó (japonsky 一条天皇, Ičidžó-tennó, 15. července 980 ─ 25. července 1011) byl šedesátý šestý císař Japonska v souladu s tradičním pořadím posloupnosti. Vládl od 31. července 986 do své abdikace 16. července 1011.
Princ, jehož osobní jméno (imina) před nástupem na Chryzantémový trůn znělo Jasuhito či Kanehito (懐仁親王), byl prvorozeným synem 64. císaře En'júa a jeho manželky Senši Fudžiwary (962─1002).

## Události za Ičidžóova života
Jeho vláda spadala do doby vrcholu kultury období Heian a moci klanu Fudžiwara. Na trůn usedl po období politické nestability, jež se začala šířit uvnitř klanu Fudžiwara poté, co se Fudžiwarové úspěšně zbavili svého politického soupeře klanu Minamoto. Tento vnitroklanový mocenský boj měl za následek předčasný konec tří císařů. Ičidžó byl jmenován korunním princem v roce 984 za vlády císaře Kazana. Dva roky nato, poté co císař Kazan abdikoval, převzal tehdy šestiletý princ Jasuhito, budoucí císař Ičidžó, nástupnictví (senso) a krátce nato usedl na Chryzantémový trůn (sokui). Mladý císař byl od počátku své vlády pod vlivem svého strýce  Mičinagy Fudžiwary, přestože Mičinagův skutečný vzestup do postavení rádce a regenta začal až v roce 995 po smrti jeho starších bratrů a odeslání jeho politického protivníka a synovce Korečiky Fudžiwary (藤原 伊周, 974─1010) do vyhnanství.
Dne 31. července 986 usedl princ Jasuhito údajně na Chryzantémový trůn (sokui). Dne 23. srpna téhož roku byl druhý syn císaře Reizeie, 11letý princ Ijasada či Okisada (居貞親王), pozdější císař Sandžó, jmenován korunním princem. Regentem a faktickým vládcem Japonska se stal Kaneie Fudžiwara (929─990). 
Po smrti Kaneie Fudžiwary 26. července 990 se regentem stal jeho prvorozený syn a Ičidžóův strýc Mičitaka Fudžiwara (953─995). Po jeho smrti 16. května 995 se regentem nakrátko stal jeho bratr a Kaneieův třetí syn Mičikane Fudžiwara (961─995). Teprve po jeho smrti 13. června 995 se regentem stal nejmladší z bratrů, Kaneieův pátý syn Mičinaga Fudžiwara (966─1028).
Dne 1. března 991 zemřel ve věku 33 let bývalý císař En'jú.
Dne 17. března 1008 zemřel ve věku 39 let bývalý císař Kazan.
Dne 16. července 1011 císař Ičidžó v 25. roce svého panování odstoupil z Chryzantémového trůnu a následnictví (senso) připadlo jeho bratranci Ijasadovi/Okisadovi. Krátce nato budoucí císař Sandžó usedl na japonský trůn (sokui). Tři dny nato, 19. července, se bývalý císař Ičidžó stal buddhistickým mnichem, avšak již 25. července zemřel.
Císařova matka Senši Fudžiwara měla značný vliv na jmenování císařských úředníků. V knize Japonsko období Heian, centra a periferie se píše: „Císařovi úředníci se věnovali záležitostem státu, neboť císařova matka si přisvojila veškeré záležitosti týkající se císařského dvora.“
Císař Ičidžó měl dvě císařovny-manželky. První byla Teiši (藤原 定子, 977─1001) známá též jako Sadako, prvorozená dcera regenta Mičitaky Fudžiwary. Druhou byla Šóši (藤原彰子, 988─1074) známá rovněž jako Akiko, nejstarší dcera regenta Mičinagy Fudžiwary, Mičitakova nejmladšího bratra. Mnozí lidé se domnívali, že není možné mít dvě císařovny-manželky, ale regent Mičinaga Fudžiwara prohlásil, že vzhledem k tomu, že v japonštině existují pro císařovnu dvě různá označení ─ čúgú a kógó ─, jež se v principu liší, lze tyto tituly udělit dvěma různým ženám. 
Dvory obou císařoven byly známé jako střediska kultury. Básnířka a autorka knihy „Důvěrné sešity“ Sei Šónagon byla dvorní dámou císařovny Teiši, zatímco dvorní dámou císařovny Šóši byla spisovatelka a básnířka, autorka románu Příběh prince Gendžiho, Šikibu Murasaki. U dvorů obou císařoven působili i další slavní básníci. 
Císař Ičidžó měl rád literaturu a hudbu, proto se vysoce postavení dvořané snažili, aby jejich dcery pořádaly společenské salony, jichž se účastnila řada schopných básnířek.  Z hudebních nástrojů měl pak císař nejradši flétnu. Poddaní ho milovali pro jeho umírněnou povahu.
Za vlády císaře Ičidžóa se uskutečnily první císařské návštěvy svatyní Kasuga, Óharano, Macunó a Kitano. V dalších letech pak císaři každoročně tradičně navštěvovali nejen tyto čtyři šintoistické svatyně, ale i další tři ─ Kamo, Iwašimizu a Hirano.
Místo, kde byl císař Ičidžó pohřben, je známé. Tento císař je tradičně uctíván v pamětní šintoistické svatyni (misasagi) v  Kjótu. Úřad pro záležitosti japonského císařského dvora stanovil toto místo jako Ičidžóovo mauzoleum. Formálně nese jméno En'júdži no kita no misasagi. Ičidžó je spolu s dalšími šesti císaři pohřben v okrsku zvaném Sedm císařských hrobek v kjótském chrámu Rjóandži. Toto pohřebiště sedmi japonských císařů ─ Udy, Kazana, Ičidžóa, Go-Suzakua, Go-Reizeie, Go-Sandžóa a Horikawy — nebylo v období po jejich smrti nijak honosné. Hrobky v okrsku získaly svoji současnou podobu po renovaci císařských hrobek v 19. století, kterou nařídil císař Meidži.

## Rodina
Císařský princ Jasuhito/Kanehito neboli císař Ičidžó měl 6 manželek, s nimiž zplodil 5 dětí, 3 syny a 2 dcery. Jeho druhorozený syn, císařský princ Acuhira (敦成親王), se posléze stal císařem Go-Ičidžó a jeho třetí syn, císařský princ Acunaga (敦良親王), se poté stal císařem Go-Suzaku.